# 郡山貞子
郡山 貞子（こおりやま さだこ、1954年～）は、日本の建築家。
1977年、日本大学生産工学部建築工学科卒業。 
1979年日本大学大学院生産工学研究科博士前期課程建築工学専攻修了。  
株式会社佐藤設計に勤務し、1991年、郡山建築設計事務所を設立し独立する。2006年には日建学院で非常勤講師をつとめた。
1978年、UIA世界建築学生競技設計「1～5万人のための行政空間」で、フランス建築アカデミー賞を受賞。
代表作に雁行する混構造の家（1997年、千葉県）、中庭のある集合住宅（2005年、東京都）など。 